# Cyphon quadrum
Cyphon quadrum es una especie de coleóptero de la familia Scirtidae.

## Distribución geográfica
Habita en los territorios que antes se llamaban Unión Soviética.